# Крейд, Вадим Прокопьевич
Вади́м Проко́пьевич Крейд (настоящая фамилия Крейденков; р. 10 сентября 1936, Нерчинск, Восточно-Сибирский край) — русский поэт и литературовед.

## Биография
Предки Крейда жили в Сибири, его отец был экономистом, мать — врачом. Детство прошло в Казахстане. Закончил отделение журналистики филологического факультета Ленинградского университета в 1960 году.
Я рано понял, что журналист из меня не выйдет, так как пришлось бы сотрудничать с неприемлемым для меня режимом и его идеологией. Настроен был антисоветски, и любая работа в гуманитарной области виделась мне слишком идеологизированной.
 — вспоминал Крейд.
Именно поэтому, уже получив диплом филолога и журналиста, Крейд работал подсобником на стройке, рабочим-металлистом на прессе, слесарем на заводе, электриком в почтовом вагоне, электромехаником, рабочим в столовой, плавал на лихтере по северным рекам и на шаланде в Финском заливе. Два года проработал редактором в Издательстве Государственного Эрмитажа. Редактировал книги по истории искусства и материальной культуры. Осенью 1964 г. был уволен и снова стал работать грузчиком на Финляндской товарной станции. Писал в стол.
Был знаком со многими поэтами, писателями и художниками ленинградского андеграунда.
В 1973 году эмигрировал. В начале 1974 г. перебрался с семьёй в Нью-Йорк. Некоторое время работал в газете «Новое русское слово». Затем год преподавал в колледже по временному контракту. В 1975 г. получил работу в Калифорнийском университете в Дейвисе, где одновременно с преподаванием учился в аспирантуре на философском факультете. В 1978 г. переехал в Монтерей (Калифорния), где преподавал в Институте международных отношений. В 1981 г. поступил в докторантуру Мичиганского университета и в 1983 г. защитил диссертацию по истории русской литературы XX века. Год был без работы, потом устроился в Гарвардский университет. С 1985 г. работает в университете штата Айова (профессор отделения русского языка и литературы).

## Творчество
Стихи и проза печатались в эмигрантских, московских и петербургских журналах, коллективных сборниках и альманахах («Новый журнал», «Грани», «Континент», «Стрелец», «Встречи», «Побережье», «Октябрь», «Нева», «Лепта», «Искусство Ленинграда», «Петрополь», «Ренессанс», «Большой Вашингтон», «Альманах Поэзия», «Modern Poetry in Translation» и других). Стихи вошли в антологии: «Русские поэты на Западе», «У Голубой Лагуны», «Строфы века», «Русская поэзия. XX век».
Статьи и рецензии печатались в журналах «Октябрь», «Юность», «Звезда», «Russian Language Journal», «Слово/Word», «Новый Журнал», «Записки Русской академической группы в США», «Грани», «Черновик», «Литературный курьер», а также в коллективных сборниках «Studies in Slavic Literatures and Culture» (1988), «Культура Российского Зарубежья» (Москва, 1985), «Зарубежная Россия 1917—1939 гг.» (Санкт-Петербург, 2000) и других.

Крейд в своих стихах исходит порой из чисто рационального, демонстрируя тогда игру слов и звуков, однако и за этой оболочкой скрывается мир чувств, полный любви к природе и тоски по тишине.
— Вольфганг Казак

Поздний сын Серебряного века русской поэзии, Вадим Крейд впитал в себя его эстетику и гармонию.
— Александр Карпенко
Более 30 статей Крейда напечатано в энциклопедиях («Modern Encyclopaedia of Russian and Soviet Literature», «Dictionary of Russian Women Writers», «Литературная энциклопедия Русского Зарубежья, 1918—1940»).
Член редколлегии альманаха-ежегодника «Встречи» и дальневосточного альманаха «Рубеж», состоит в ПЕН-клубе и в «Русской академической группе в США». В 1995—2005 гг. — главный редактор «Нового Журнала» (Нью-Йорк).

## Сочинения

### Стихи
- Восьмигранник, New York, 1986
- Зелёное окно. New York, 1987
- Квартал за поворотом, Paris — New York, 1991
- Единорог, 1993

### Проза
- Петербургский период Георгия Иванова, 1989 (pdf (недоступная ссылка))
- Сознайтесь, гражданин Блок (повесть) // «Стрелец», № 8-9, 1985
- Георгий Иванов, 2007 (ЖЗЛ)

## Составление
- Ковчег: Поэзия первой эмиграции. / Сост., авт. предисл. и коммент. В. Крейд. — М.: Политиздат, 1991. — 511 с. ISBN 5-250-01710-X